# Шаик (село)
Шаик (укр. Шаік) — исчезнувшее село в Нижнегорском районе Республики Крым, располагавшееся в центральной части района, в степном Крыму, на левом берегу Салгира, примерно в 1 км к северо-востоку от современного села Семенное.

## История
Первое документальное упоминание села встречается в Камеральном Описании Крыма… 1784 года, судя по которому, в последний период Крымского ханства Шаих входил в Таманский кадылык Карасъбазарскаго каймаканства. После присоединения Крыма к России (8) 19 апреля 1783 года, (8) 19 февраля 1784 года, именным указом Екатерины II сенату, на территории бывшего Крымского Ханства была образована Таврическая область и деревня была приписана к Перекопскому уезду. После Павловских реформ, с 1796 по 1802 год, входила в Перекопский уезд Новороссийской губернии. По новому административному делению, после создания 8 (20) октября 1802 года Таврической губернии, Шаик был включён в состав Таганашминской волости Перекопского уезда.
Согласно Ведомости о всех селениях, в Перекопском уезде состоящих с показанием в которой волости сколько числом дворов и душ… от 21 октября 1805 года в деревне Шайки в 14 дворах проживало 104 крымских татарина. Затем, видимо, вследствие эмиграции крымских татар в Турцию, деревня заметно опустела и на военно-топографической карте генерал-майора Мухина 1817 года деревня Шик обозначена с 9 дворами. После реформы волостного деления 1829 года Шеик Шаих, согласно «Ведомости о казённых волостях Таврической губернии 1829 года», отнесли к Башкирицкой волости (переименованной из Таганашминской). На карте 1836 года в деревне 15 дворов. Затем, видимо, в результате эмиграции крымских татар, деревня заметно опустела и на карте 1842 года Шаик обозначен условным знаком «малая деревня», то есть, менее 5 дворов. На карте Шуберта 1865 года деревня ещё обозначена, а на трёхверстовой карте с корректурой 1876 года на её месте одинокая мечеть.В дальнейшем в доступных источниках не встречается.